# 로키 후아레스
로키 후아레스(영어: Rocky Juarez)로 잘 알려진 리카도 후아레스(영어: Ricardo Juarez, 1980년 4월 15일~)는 미국의 권투 선수이다. 2000년 하계 올림픽 페더급에서 은메달을 획득했으며 2001년부터 2015년까지 프로 권투 선수로 활동했다.